# Монте Гранде (Форли-Чезена)
Монте Гранде (итал. Monte Grande) је насеље у Италији у округу Форли-Чезена, региону Емилија-Ромања.
Према процени из 2011. у насељу је живело 41 становника. Насеље се налази на надморској висини од 269 м.